# Куликовский, Александр Александрович
Александр Александрович Куликовский (10 июня 1901, Рыбинск, Ярославская губерния — не ранее 1969) — советский железнодорожник, участник Великой Отечественной войны, партизан Крыма, командир 3-й бригады Восточного соединения.

## Биография
Родился 10 июня 1901 года в городе Витебск. В 1917 году закончил Рыбинское 2-е городское четырёхклассное училище им. В. А. Карякина. В 1918 году вступил в "Союз молодежи III Интернационала", участник гражданской войны, член ВКП(б) с 1919 года. В 1920 году работал в городе Рыбинске сначала в железнодорожном ЧК, затем ГПУ, с 1923 года — табельщик-счетовод главных железнодорожных мастерских. В 1924 году был переведён на Южную железную дорогу, жил в Феодосии. 
Участник Великой Отечественной войны. С 26 сентября 1941 года по 13 апреля 1944 года участвовал в партизанском движении в Крыму, командир группы, позднее командир 7-го отряда 3-й бригады Восточного соединения; присвоено звание старшего лейтенанта.  
19 января 1944 года при манёвре 3-й бригады в судакских лесах 7-й партизанский отряд Александра Куликовского вёл бой с противником, убито 12 чел, трофеи 2 станковых пулемета, 17 винтовок, противник был отогнан. Отличились пулеметчик Волков и боец Сундашвили. В эти дни все отряды вели перестрелку с карательными подразделениями, проводившими разведку нового расположения 3-й бригады. 
С 19 февраля 1944 года В. С. Кузнецов стал командиром всего Восточного соединения, а командиром 3-й бригадой стал А. А. Куликовский (комиссар Д. А. Колесников). 3-я бригада в ходе Крымской наступательной операции 10—12 апреля оседлала коммуникации противника, а 13 апреля 1944 участвовала совместно с бойцами 777-го полка 227-й стрелковой дивизии Отдельной Приморской армии в освобождении Старого Крыма. 
После войны работал в Феодосии. С 1955 года — персональный пенсионер. В 1962 году был председателем феодосийского бюро секции партизан. 

## Награды
Орден Отечественной войны I степени (30.03.1946), медаль «Партизану Отечественной войны» 1 степени, медаль «За оборону Севастополя», медаль «За победу над Германией в Великой Отечественной войне 1941—1945 гг.», юбилейные медали.

## Семья
Семья А. А. Куликовского, жена и три дочери, были казнены немецкими оккупантами как члены семьи партизана.

## Память
В городе Старый Крым в сквере установлен памятник партизанам 3-й бригады А. А. Куликовского  Объект культурного наследия народов РФ регионального значения. Рег. № 911720955800005 (ЕГРОКН). В торжественные дни к нему возлагаются венки.